# Friedrich Pels Leusden (Mediziner, 1899)
Friedrich Pels Leusden (* 25. Dezember 1899 in Lüdenscheid, Provinz Westfalen; † 21. Dezember 1976 in Kiel) war ein deutscher Hygieniker.

## Leben
1917 bestand er am Realgymnasium in Lüdenscheid das Notabitur. Nachdem er 1917/18 am Ersten Weltkrieg teilgenommen hatte, studierte er an der Philipps-Universität Marburg Medizin. Am 1. Juli 1919 wurde er Corpsschleifenträger der Teutonia Marburg. 1920 trat er in die Deutsche Volkspartei ein. Nach dem Physikum war er 1921/22 an der Preußischen Universität Greifswald und 1922/23 an der Ludwig-Maximilians-Universität München (LMU). 1923/24 war er für das Staatsexamen wieder in Greifswald. Dort wurde er 1925 zum Dr. med. promoviert. Ab 1926 war er in Greifswald wissenschaftlicher Assistent im Institut für Bakteriologie, Hygiene und Serologie, ab 1928 an der LMU für Serologie und Bakteriologie. 1930–1939 war er Oberassistent an der Christian-Albrechts-Universität zu Kiel. 1935 habilitierte er sich für Serologie, Hygiene und Bakteriologie. Er war Dozent für Hygiene und Leiter des Medizinischen Untersuchungsamts in Kiel. 1943–1945 nahm er bei der Wehrmacht auch am Zweiten Weltkrieg teil. Aus amerikanischer Gefangenschaft entlassen, wurde er am 1. April 1946 von der CAU zum apl. Professor für Serologie, Bakteriologie, Hygiene ernannt. 1952 wurde er zum Medizinalrat und rückwirkend zum apl. Prof. ab 15. Juli 1939 ernannt. 1953 kam er als Leiter des Hygienisch-Bakteriologischen Untersuchungsamts nach Flensburg. 1964 erhielt er ein Extraordinariat. 1965 wurde er Stellvertretender Leiter des Medizinalforschungsamtes in Kiel. Verheiratet war er seit 1927 mit Meline Allmenröder (1903–1945) aus Königsberg (Biebertal). Aus der Ehe gingen zwei Söhne und vier Töchter hervor. Die 2. Ehe ging er 1948 mit Barbara Droth aus Breslau ein. Er war ein Neffe des gleichnamigen Chirurgen Friedrich Pels Leusden.

## Erfindung

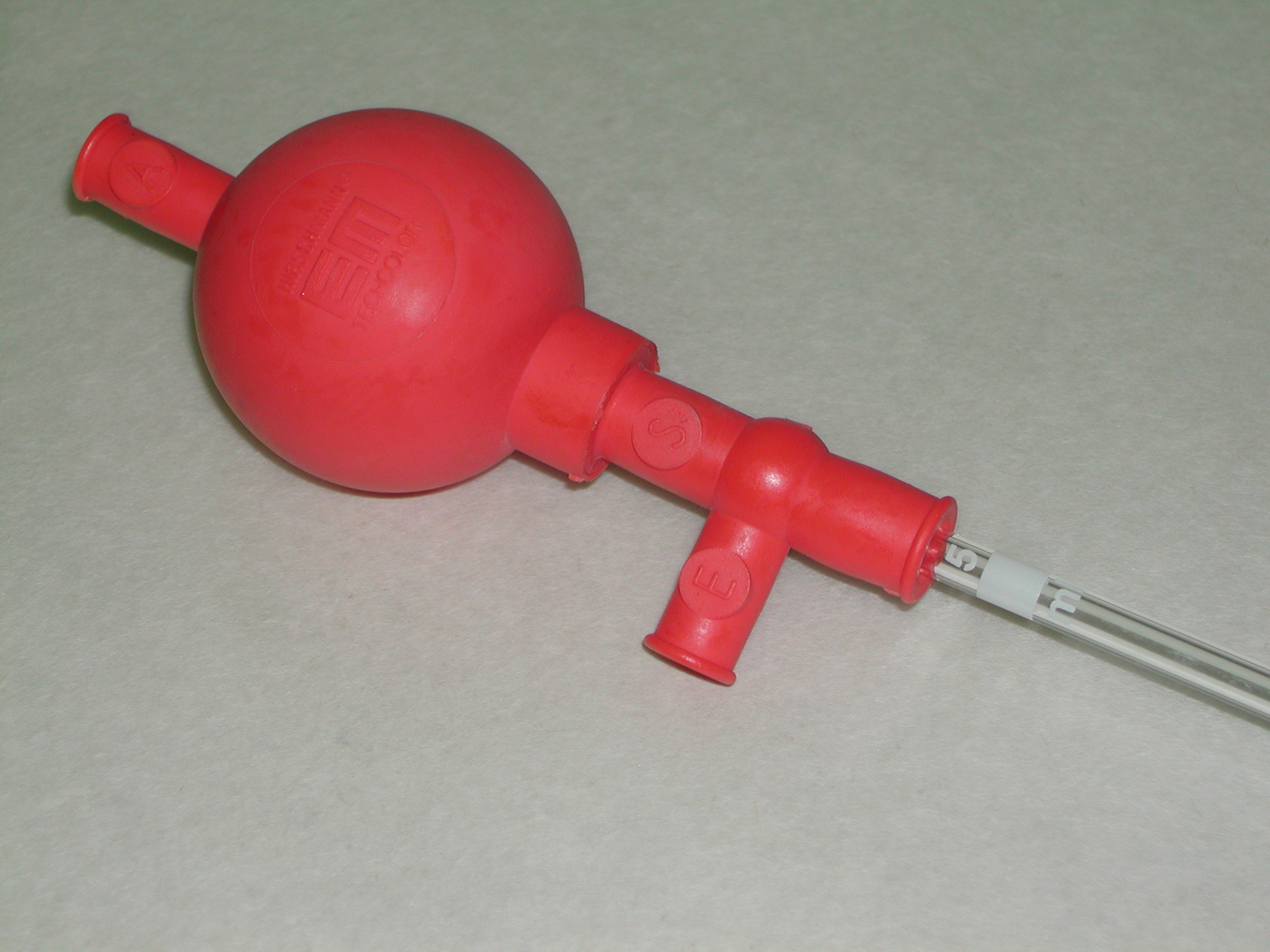
Peleusball auf einer Messpipette

Friedrich Pels Leusden entwickelte eine Pipettierhilfe für den Laborgebrauch, welche heute als Peleusball bekannt ist. Die Bezeichnung Peleusball setzt sich aus seinem zweiteiligen Familiennamen Pels Leusden zusammen und sollte peleus (eu wie in heute) und nicht pele-us ausgesprochen werden. 